# Ballwil
Ballwil är en ort och kommun i distriktet Hochdorf i kantonen Luzern, Schweiz. Kommunen har 2 821 invånare (2023).